# ホンダ・CR-V
CR-V（シーアール-ブイ）は、本田技研工業が生産・販売するミドルサイズのクロスオーバーSUVである。

## 概要
初代・2代目はシビック（EK型、EU型）のプラットフォームを基に開発されたが、3代目からは車格が上がり、北米専用車種アキュラ・RDXなどと共通のグローバル・ライトトラック・プラットフォームを使用し、18インチタイヤの装着を前提にした最適設計を行った結果、アコードと並ぶ動力性能を手にしたといわれる。なお、全モデルで共通して全幅が1,700 mm以上あるため、3ナンバーボディとなる。
駆動方式は基本的に4WDであるが、一部FFもある。高い最低地上高によって道路状態の劣悪な災害地でも走破性を発揮できることやコストパフォーマンスの高さなどから、公益財団法人献血供給事業団の血液搬送車のベース車両として多く採用されている。
同じクロスオーバーSUVのトヨタ・RAV4とはライバル関係にあり、初代の登場がほぼ同時、モデルチェンジとともに大型化、海外専売車の期間があるなど多くの共通点を持つ。2019年の車名別世界販売台数では、RAV4が3位でCR-Vが4位につけており、ともに世界のSUV人気を象徴する存在となっている。

## 初代 RD1/2型（1995年 - 2001年）
1995年（平成7年）10月9日にオデッセイに続くクリエイティブ・ムーバーシリーズの第2弾として登場。後に登場するオルティアとエンジン、シャシー、プラットフォーム（ベースはEK系シビックのもの）を共用している。
クロスオーバーSUVでありながら、当初は全車コラム4速AT・デュアルポンプ式リアルタイム4WDのみの設定で、乗用車としては珍しいステッキ式パーキングブレーキを採用、前後ウォークスルーも可能、当時としては珍しい「排気量2.0 L以下の3ナンバーSUV」であるなど、悪路走破性よりも居住性、実用性を重視したモデルであった。さらに、オフロード走行に重点を置いたラダーフレーム式のSUVとは一線を画す都会的でスタイリッシュなエクステリアデザインと、軽量ボディに四輪ダブルウィッシュボーン式サスペンションを採用した乗用車譲りの運転しやすさ、走行安定性のほか、最廉価グレードが172万円から用意されるなど価格面も評価された。
CR-V登場以前は自社生産のSUVを持たないホンダが販売上苦戦していた積雪地・寒冷地では、発売されると試乗待ちの列ができ、納車まで最長3か月待ちとなるほどの好セールスを記録した。CR-V発売の一年前には同様のクロスオーバーSUVであるトヨタ・RAV4が発売されてはいたが、後から出たモデルということもあり、商品力に長けたCR-Vが勢いに勝った。
エンジンはVTEC機構非採用のB20B型のみを搭載しており、軽量なボディとも相まって動力性能は十分であったが、FFベースのスタンバイ4WD（デュアルポンプ式）を採用していたため、非積雪路での燃費は他社同等クラスの4WD仕様と比較しても良好であったものの、後輪への駆動力の伝達がスロットルコントロールに対してリニアではなく（緩慢かつ唐突）、スタックからのリカバリーや、ブラックアイスバーンなどの低μ路でのコントロールは特に難しく、そのような場面の走行性能は酷評を受けた。CR-Vは過剰なオフロード性能を排して、基本的にシティユースというコンセプトで作られており、オフロードや深雪でもない限り問題ないロードクリアランスを備えてはいた。このことから、日常的な使用では特に他社製のスタンバイ4WD式クロスオーバーSUVに劣ることはないとの意見もあったが、四輪駆動が最も必要とされる局面で上記の極端な挙動変化は無視できない弱点であった。また、車体底面の中央部にマフラーが突出して配置されていたため、僅かな起伏で当該部位が損傷する可能性も高かった。
当初は右ハンドルのみ・日本国内専用車として開発され、輸出仕様車の生産予定はなかったが、来日した北米ディーラーの社長から強い要望があり、急遽左ハンドル車が開発・世界各国に輸出され、海外でも人気を博する大ヒット車となった。また開発当初はFFミッドシップ構造で開発する予定だったのが当時の社長であった川本信彦の鶴の一声でシビック系のプラットフォームを基に開発し直した。
1997年（平成9年）10月のマイナーチェンジで、ABS/エアバッグの標準設定、AT制御の改良、デュアルポンプの改良、MT車の設定（145 PS）などが行なわれた。AT車は「スマートスケープ」、MT車は「アクティブスケープ」と呼ばれるようになり、併せて一部車体色の差し替えが行われた。
1998年（平成10年）12月のマイナーチェンジでは、スペアタイヤ位置を背面から床下吊り下げに変更した新グレードの「フルマーク」を新設。従来の背面スペアタイヤ仕様も「パフォーマ」として併売された。動力面ではMT車/AT車共にエンジン出力が150 PSに改良され、VSA（ビークルスタビリティアシスト）装着車を設定し、衝突安全性能の向上策も実施された。このマイナーチェンジを機にホイールも5穴化されている。また、悪路走破性能をさほど必要としないユーザー向けのFF車も新設定された。
2001年（平成13年）8月に生産終了。在庫対応分のみの販売となる。
2001年（平成13年）9月に2代目と入れ替わる形で販売終了。
2018年（平成30年）に制作されたRW系のテレビCM「OPEN MIND VEHICLE」編では、1999年式の当モデルとすれ違うシーンが登場している。

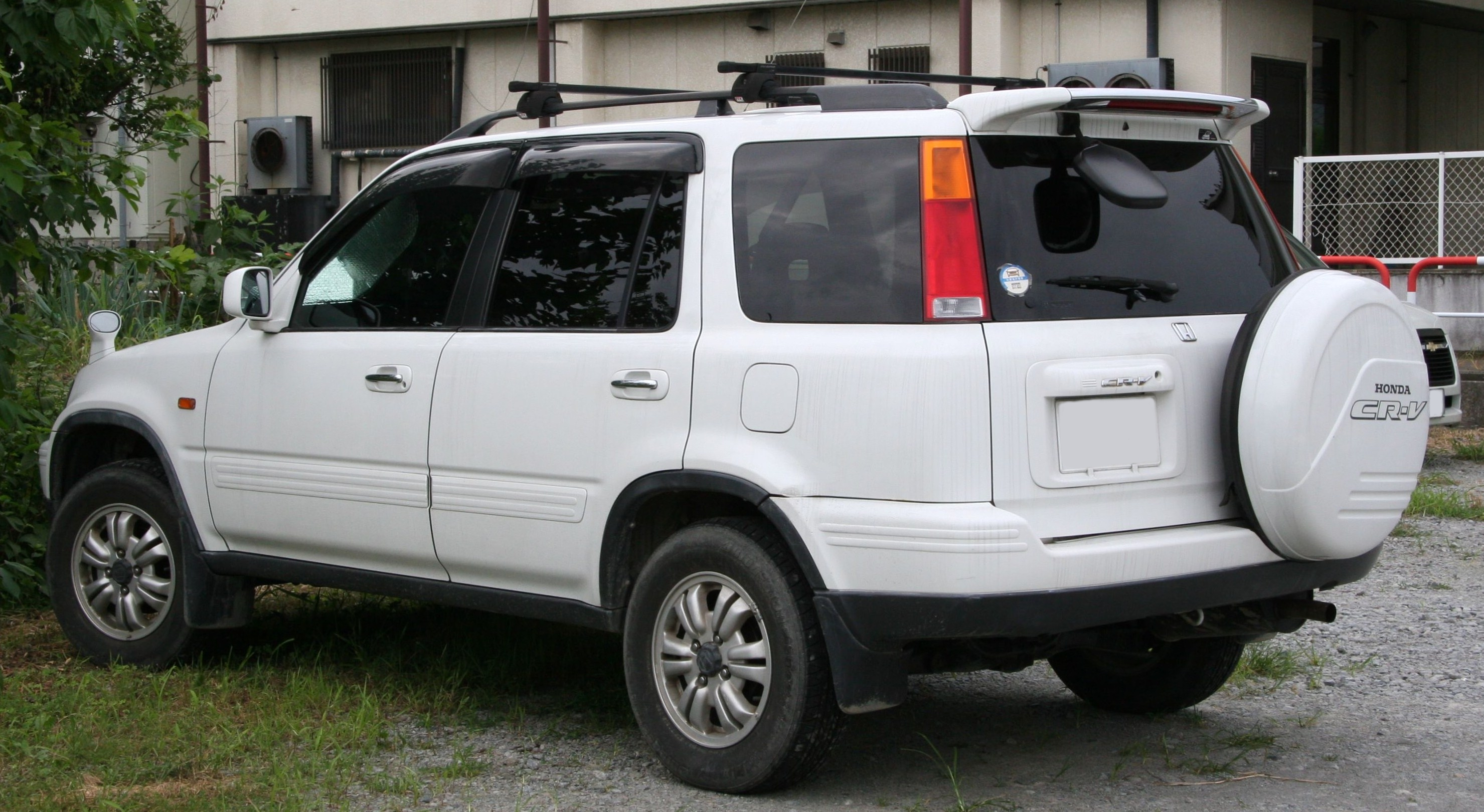
前期型リア
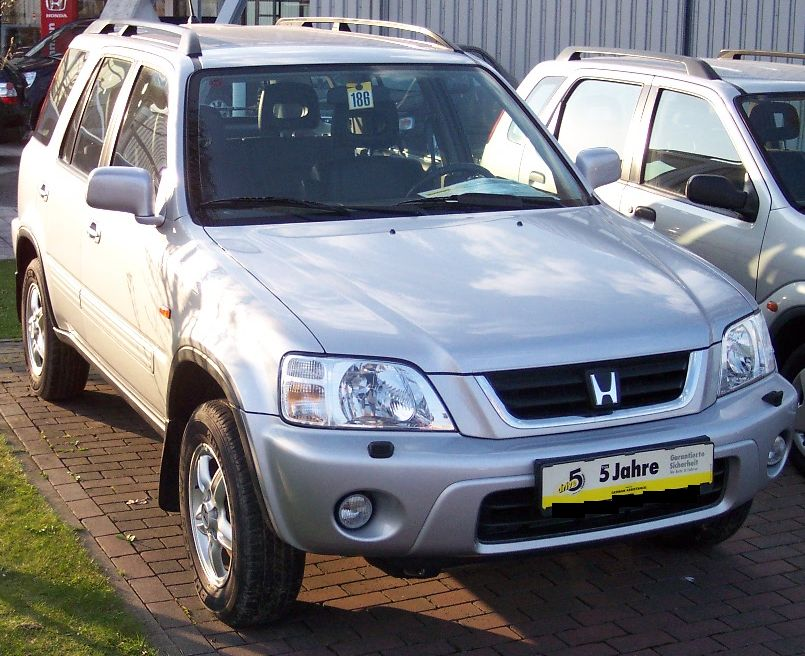
後期型フロント

## 2代目 RD4/5/7型（2001年 - 2006年）
2001年9月18日にフルモデルチェンジ。エンジンはK20A型が搭載され、初代で酷評された4WDシステムも大幅に進化し、ミドルクラスクロスオーバーSUVとしては十分な性能となった。トランスミッションは4速ATと5速MT。ラージプロジェクトリーダーは、のちに本田技研工業の社長に就任した八郷隆弘が務めた。
室内居住空間を重視したのは初代モデルと同様である。また、エクステリアデザインもキープコンセプトながら、さらに都会向けにリファインされつつ、樹脂パーツも多用するなどアウトドアライフを連想させるデザインとなっている。インテリアでは、初代の特徴であった広く開放的な室内はそのままに、インパネと一体型の個性的なパーキングブレーキレバーや、メーター横に伸びたシフトレバー、大型のドアポケット、ペットボトル飲料の保冷・保温ができる「インパネ・マルチボックス」など、SUVのワイルドさとミニバンの使い勝手が融合した特徴的なインテリアであった。タイヤは北米からの要請で、ランニングコストを抑える目的で他のSUVよりも小さめのものになっている。
しかし、セールス面では日本国内でのSUVブームの沈静化や、従来のプリモ・ベルノ店併売からベルノ店の専売になったこともあり、初代モデルほどの数字は記録できなかった。反面、北米・欧州・アジアでの評価が非常に高く、アコード、シビックに続く全ホンダ車中第3位の販売台数を誇り、世界的にはヒットした成功作といえる。
2004年9月22日に行われたマイナーチェンジでは既存のK20A型を廃止し、当初から北米仕様に設定されていた、アコードやオデッセイ、エレメントに搭載されているK24A型が全車に採用され、トランスミッションもすべて5速ATとなった。なお、欧州仕様ではAT比率が非常に低いためMT車が継続販売され、N22A型ディーゼルターボエンジンが追加された。
2006年9月に生産終了。在庫対応分のみの販売となる。
2006年10月に3代目と入れ替わって販売終了。
日本では初代ほどの人気は獲得できなかったが、英国スウィンドン工場で生産されているCR-Vは北米に輸出され、現地の会社でないにもかかわらず対米輸出台数が1位となるなど、大きな人気となった。
中国では東風本田汽車の最初の車種として2004年4月24日から生産が開始され、5月12日に発売が開始された。なお、上海モーターショーに、デザインの酷似した中国製自動車が出展され、物議を醸した。

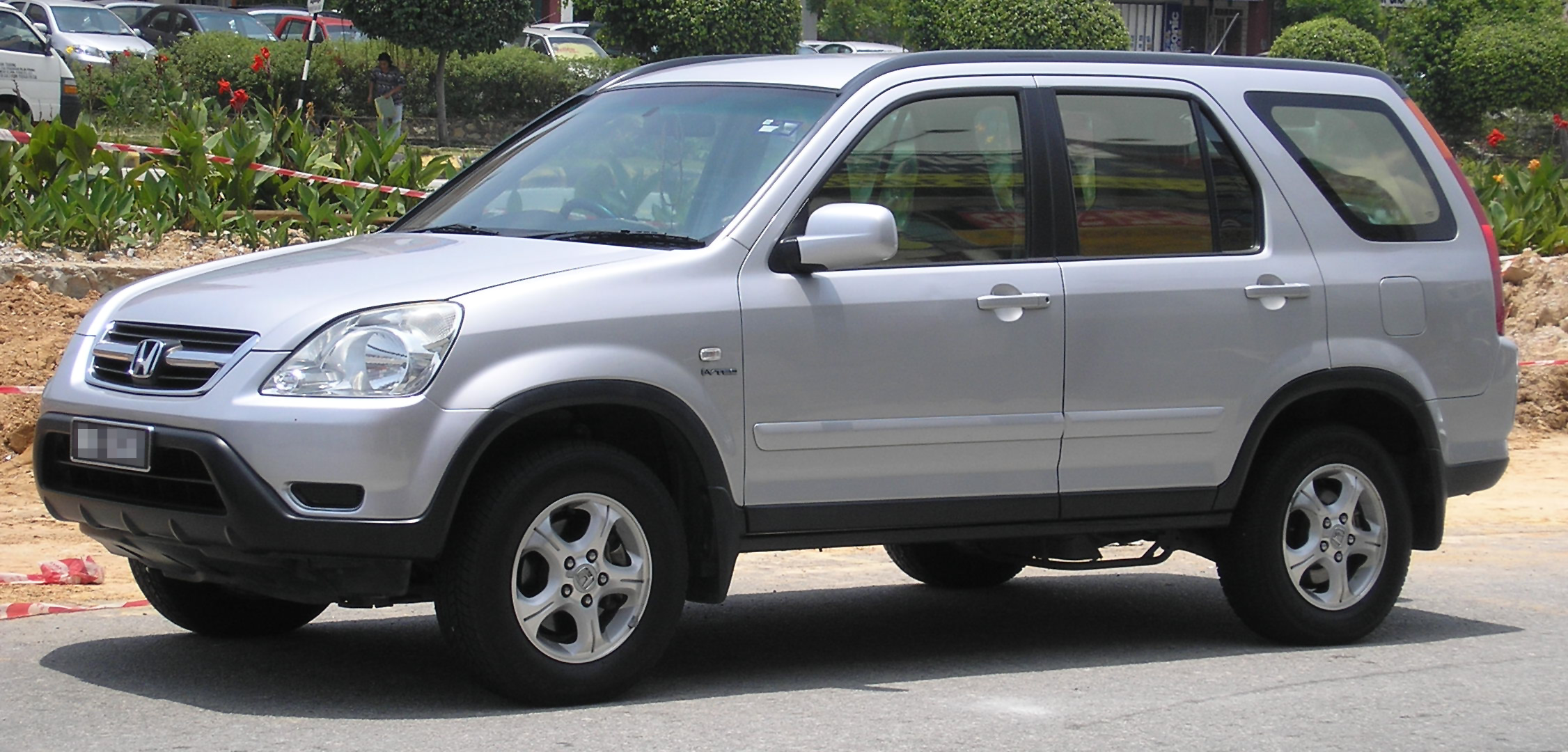
前期型フロント（アジア仕様）
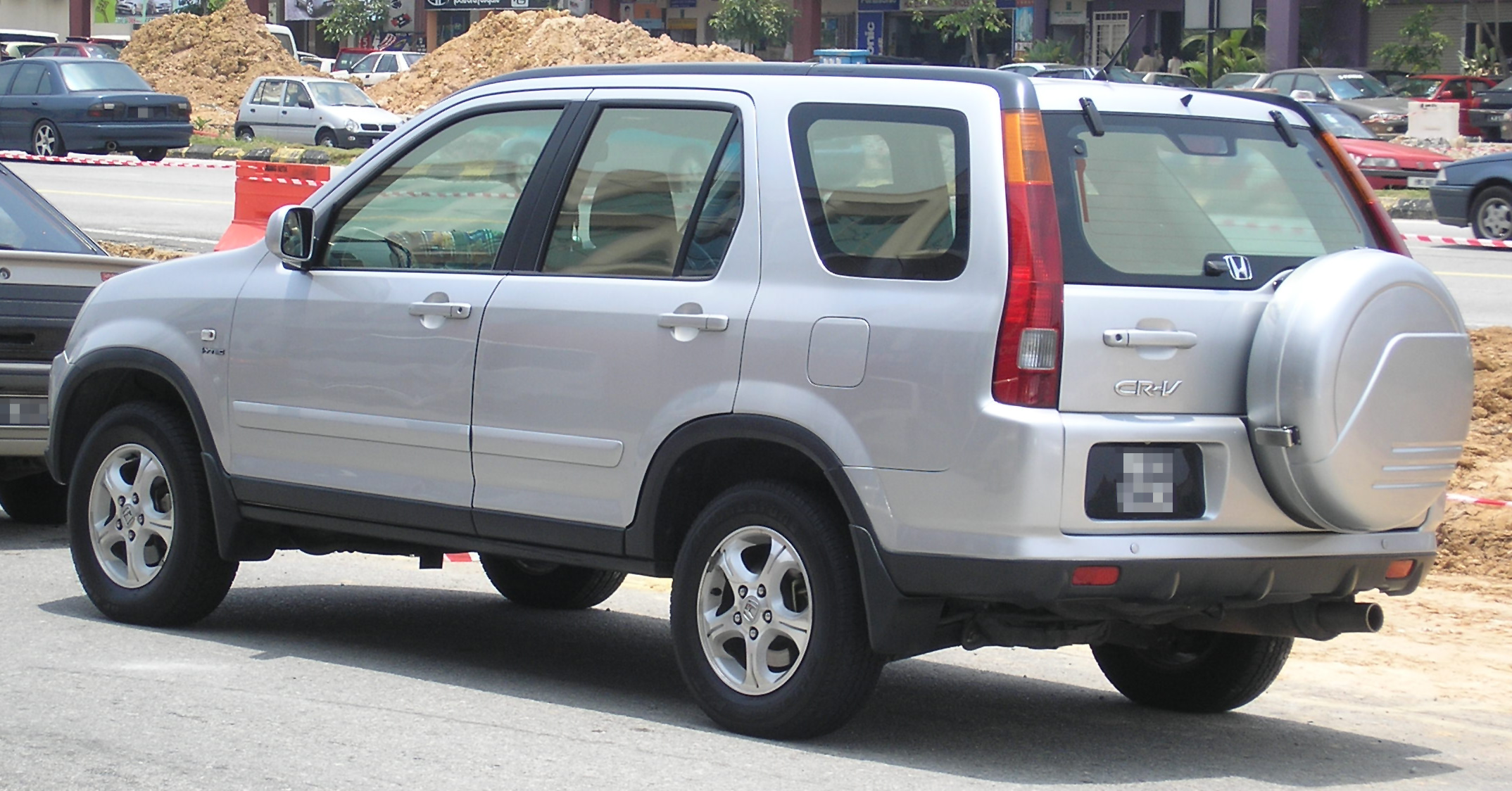
前期型リア（アジア仕様）
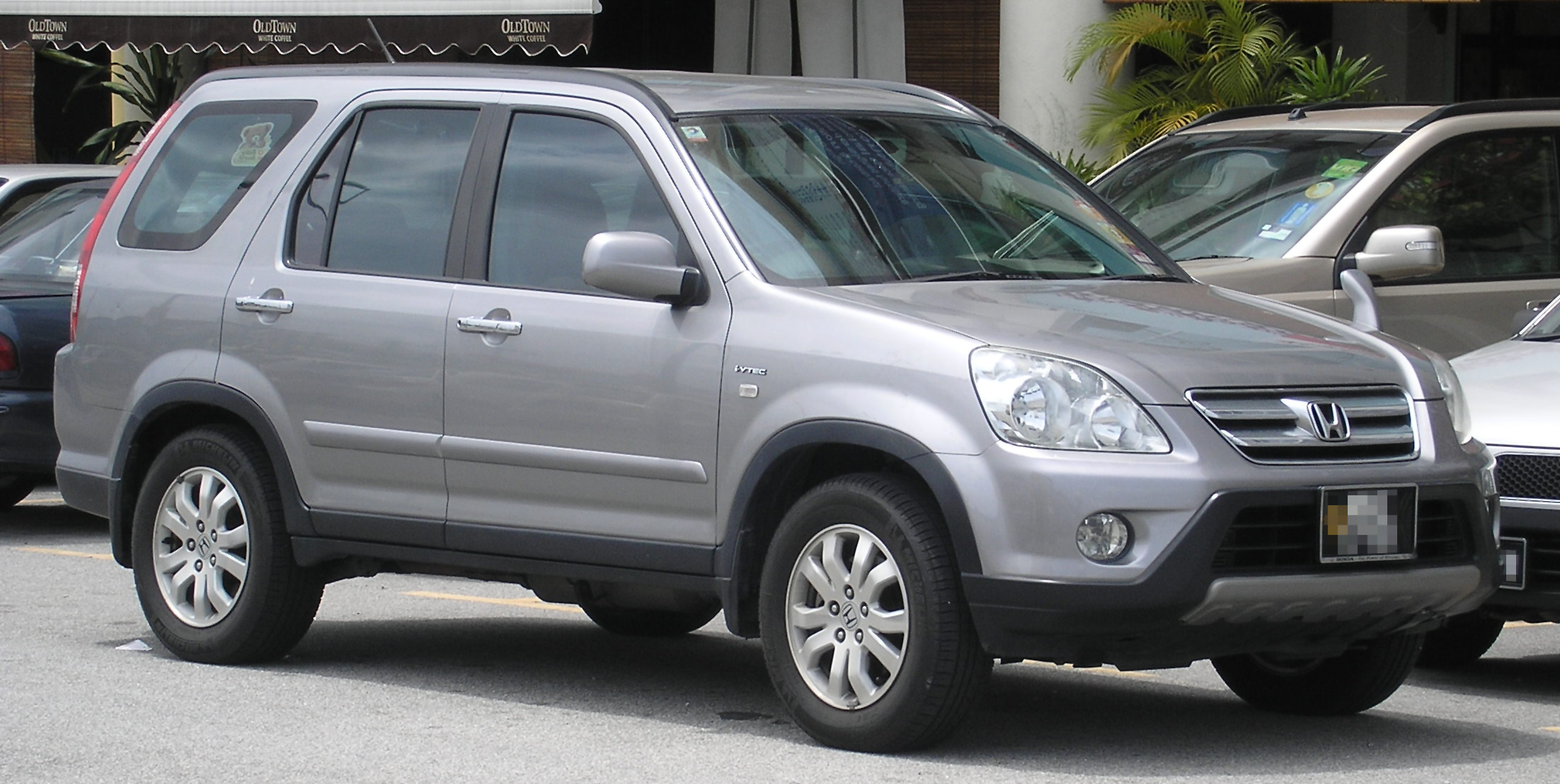
後期型
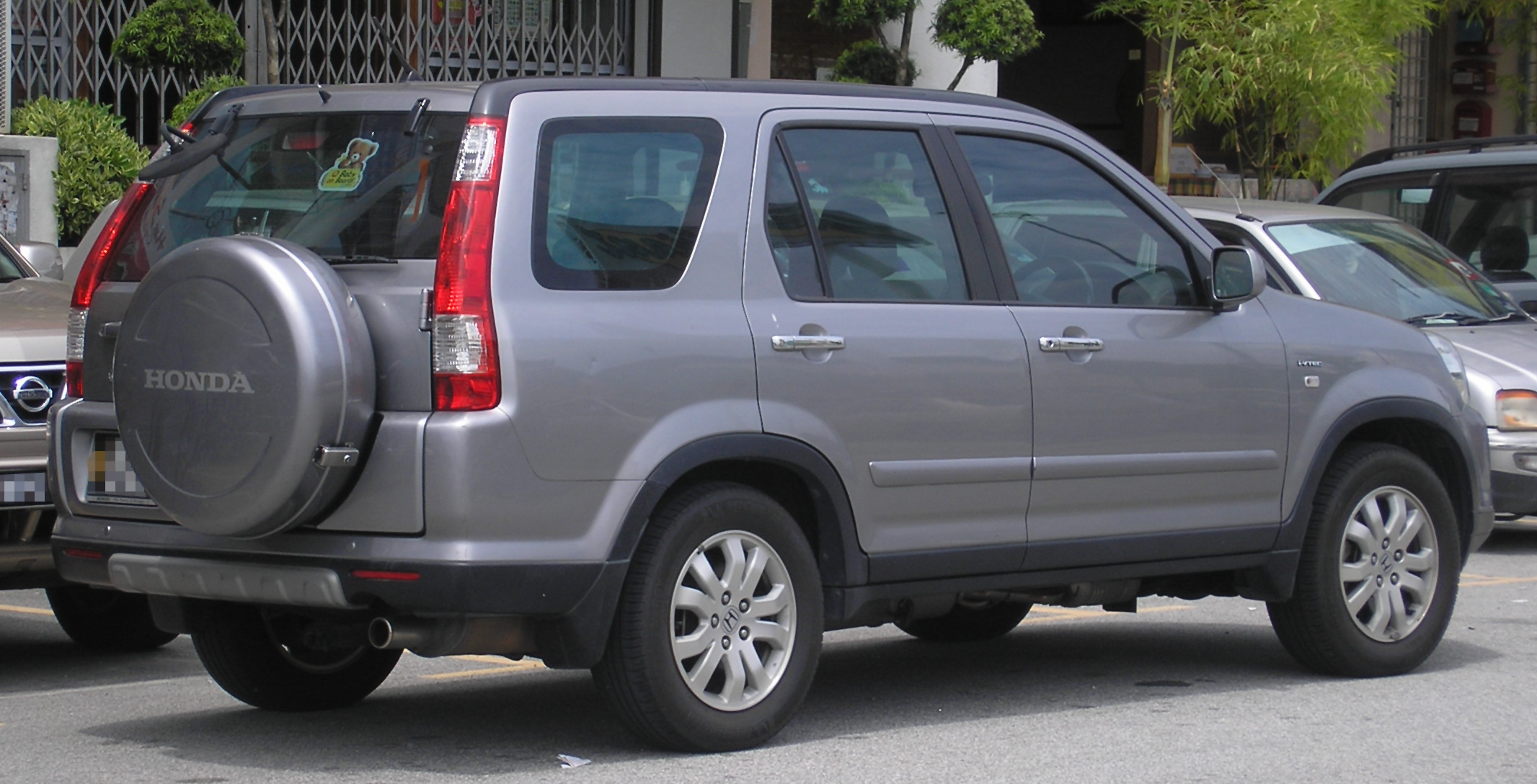
後期型リア
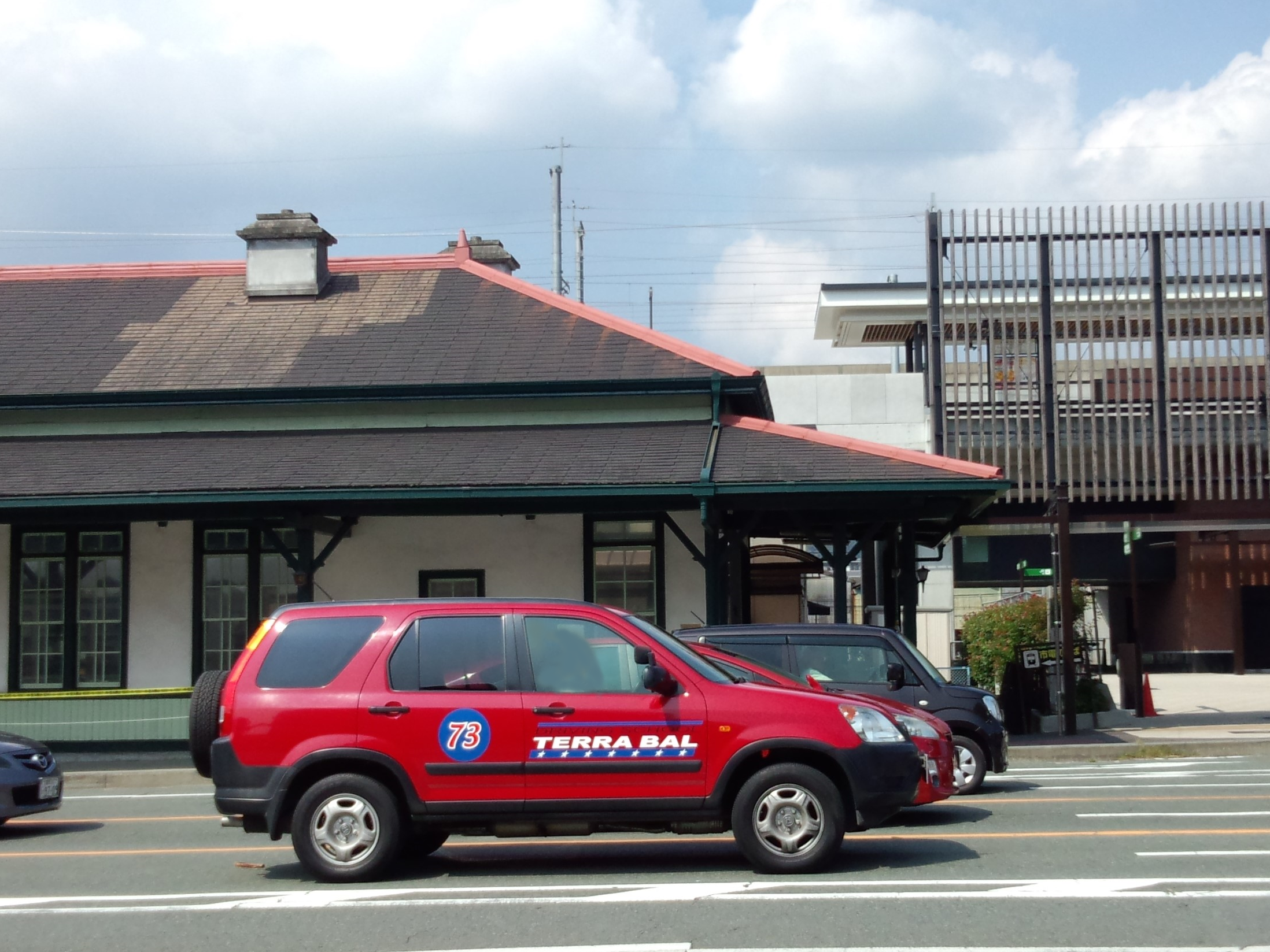
前期型ベースの教習車
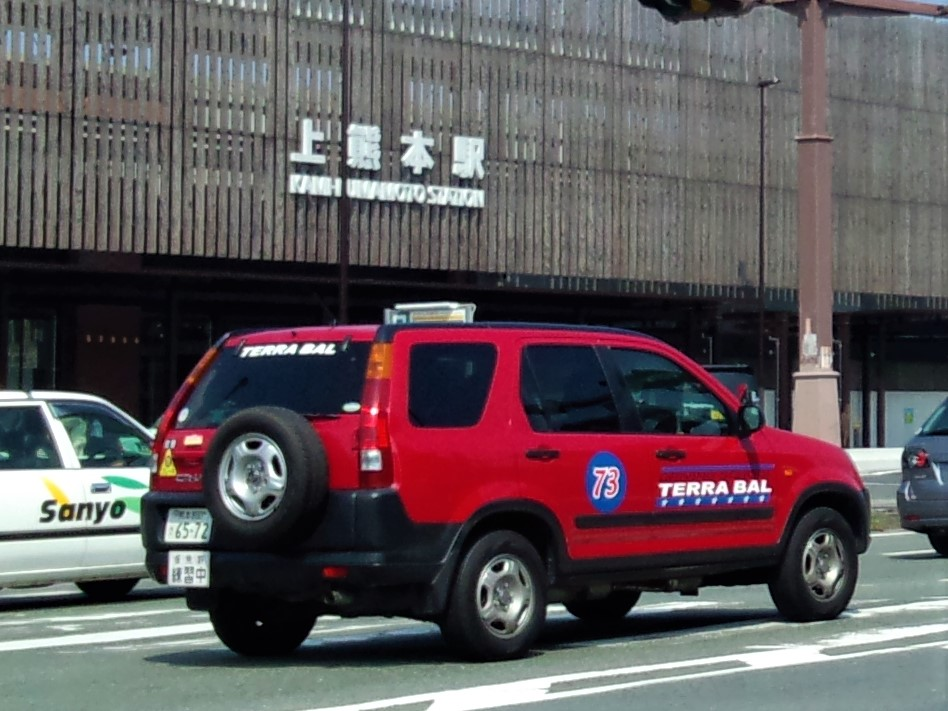
前期型ベースの教習車、リア。熊本県の寺原自動車学校のもの。

## 3代目 RE3/4型（2006年 - 2011年）
日本では2006年10月12日に発表され、翌13日に発売した（北米は2006年9月・欧州は2007年1月発売）。
従来の角ばった箱型ボディから一転、欧州車高級SUVの雰囲気のようなプレミアム感を演出し、全体的に丸みを帯びたグラマラスなボディを纏った。ボディサイズはさらに拡大され、全幅は1,820mmとなった。車格も1ランク上昇し、日本市場で今までライバルとされた車種より装備・質感・価格帯は大幅に上回った。当初のコンパクトクロスオーバーSUVからミディアムサイズクロスオーバーSUVとなったが、これはSUVブームが沈静した日本市場よりも販売台数が多い北米市場からの大型化の要請、および欧州・アジア市場からのプレミアムクロスオーバーSUV化への要請を意識したためである。日本市場におけるこれまでの初代・2代目の車格ポジションは2007年2月発売されたクロスロードが事実上の受け皿となった。
エクステリアデザインは、フロントマスクは同社のステップワゴンなどと共通のデザインモチーフが採用され、サイドウインドウの扇形のラインは初代ストリームを彷彿とさせるクーペ的フォルムとなっており、さらにメッキモールを施して全体的にプレミアム感を演出した。また、初代・2代目と背面に背負っていたスペアタイヤは床下収納となり、テールゲートも横開き式から跳ね上げ式に改められた。また、見た目の高級感を重要視する日本市場の上位グレードには、バンパー下部およびボディサイドシルのプロテクター部分にメタリックグレーの塗装を施してさらなる高級感を演出し、4WD廉価グレード「X」および北米・欧州・アジア他仕様では「バンパーはバンパーらしく」との声から、同部分が黒色の原着となる。
インテリアもワイルドで機能性重視の初代・2代目から、プレミアム重視のインテリアとなり全体的にシンプルなデザインであるが上質な雰囲気を醸し出す。初代・2代目に設定されていた折りたたみ式センターテーブルが廃され、代わりに大型センターコンソールが装着されたことで前後ウォークスルーが不可能になった。さらに左右独立エアコンやステアリングテレスコピック機能、イモビライザーなどを全グレードに標準装備、運転席・助手席パワーシートと運転席にはシュクラ製の電動ランバーサポートを一部標準装備するなど、高級セダン車並の装備が特徴で、4WD廉価グレード「X」を除きヒーター付き本革シート（黒またはベージュ）もオプションで選択可能である。
動力性能面では、エンジンが2代目（後期型）からK24A型で変更はないが、170 PSにチューンアップされ、ドライブ・バイ・ワイヤを採用した。4WDシステムもデュアルポンプのクラッチ容量アップとワンウェイカムユニットの追加により、伝達駆動力とレスポンスアップを図り、全体的な底上げが施された一方、エアロダイナミクスを改善するためボディ底部にアンダーカバーを配するなど新しい取組もある。走行性能はベース車となっているアコードを模範とし、特に日本・欧州市場からの要請であった「SUVにしてはタイヤが小さい」の声に応えるため、18インチタイヤが標準装着できるシャシーとなって全体的な動力性能が大幅に向上した。
安全装備は、全グレードにVSAを標準装備した他、18インチタイヤや最上位グレード「ZXi」（4WD）「ZLi」（FF)にはAFS、CMBS、IHCC、サイドカーテンエアバッグシステム、オートワイパー、オートライト、Hondaスマートキーシステムなどを標準装備し、ホンダの上級セダン車種以上に充実した内容となった。
2007年4月18日、中国仕様車が発表。中国市場では2009年に年間販売台数が10万台を突破する人気車種となっている。
2007年9月20日に初のマイナーチェンジが行なわれ、新グレード「ZX<HDD navi>」（4WD）および「ZL<HDD navi>」（FF）が登場した。同時に「ZXi」（4WD）、「ZLi」（FF）に、木目調パネルを採用し、新色が追加された。
2008年2月21日に特別仕様車「ZX<exclusive>」（4WD）、「ZL<exclusive>」（FF）を発売した。アルカンターラインテリア、木目調パネル、HDD NAVIを標準装備し、ボディカラーは専用色を含む4色のみ設定された。
2008年8月28日にマイナーチェンジが行われた。新グレード「ZX〈アルカンターラスタイル〉、ZX〈レザースタイル〉、ZL〈アルカンターラスタイル〉、ZL〈レザースタイル〉が登場した。
2009年9月17日、3回目のマイナーチェンジを実施。フロント周りがスマートなデザインとなり、アルミホイールは新デザインとなった。内装は前席アームレストの長さと幅を広くし、角度調節機能を追加したほか、シート表皮やドアグリップなど変更された。ボディには遮音材などを導入し静粛性を向上した。「Honda HDD インターナビシステム」は改良を行い、「HDDナビ アルカンターラスタイル」、「HDDナビ レザースタイル」、「ZXi」、「ZLi」にはインターナビシステムを標準装備した。北米仕様ではエンジンが166hpから180hpにパワーアップ、燃費も1MPG向上した。
2011年2月10日、FF車の「ZL」、4WD車の「ZX」をベースに、インターナビシステムとスマートキー（キー2個付）を装備した特別仕様車「HDDナビ スマートエディション」を発売した。
2011年11月に生産終了。在庫対応分のみの販売となる。
2011年12月に4代目とバトンタッチして販売終了。日本ではあまり売れなかったが、海外では大ヒットしたモデルだった。
- 日本仕様はサイドアンダーミラーをプリズム反射を用いて、左側ドアミラーと一体化させたプリズムアンダーミラーを初採用、ドアミラーウインカーも標準化された。プリズムアンダーミラーは、デザイン上で最大の障害となる左前面の補助ミラーを廃止するためのアイデアである。
- 日本仕様の上級グレードはドアグリップと下部グリルのスリット部分がメッキ塗装を施している。（他の地域向けはドアグリップがボディ同色か黒色・スリット部分がグレードによってメッキ塗装されているか黒色になっている。）
- 欧州仕様にはR20A型やディーゼルのN22A型の設定もあり、多様なエンジンを搭載している他、エアウェイブなどに採用されている、スカイルーフ仕様が上級グレードで設定されている。
- ATのみの日本・北米他の仕様ではパーキングブレーキが足踏み式であるが、欧州やオセアニア市場で設定されているMT仕様車のパーキングブレーキは、スバル・アルシオーネSVXやルノー・カングーに似た形状のハンドレバータイプとなる。
- 北米での需要の高まりを受け、2007年より米国オハイオ州・イーストリバティ（East Liberty）工場、メキシコ工場での生産を開始した。2007年より北米でのSUVのベストセラーとなっている。

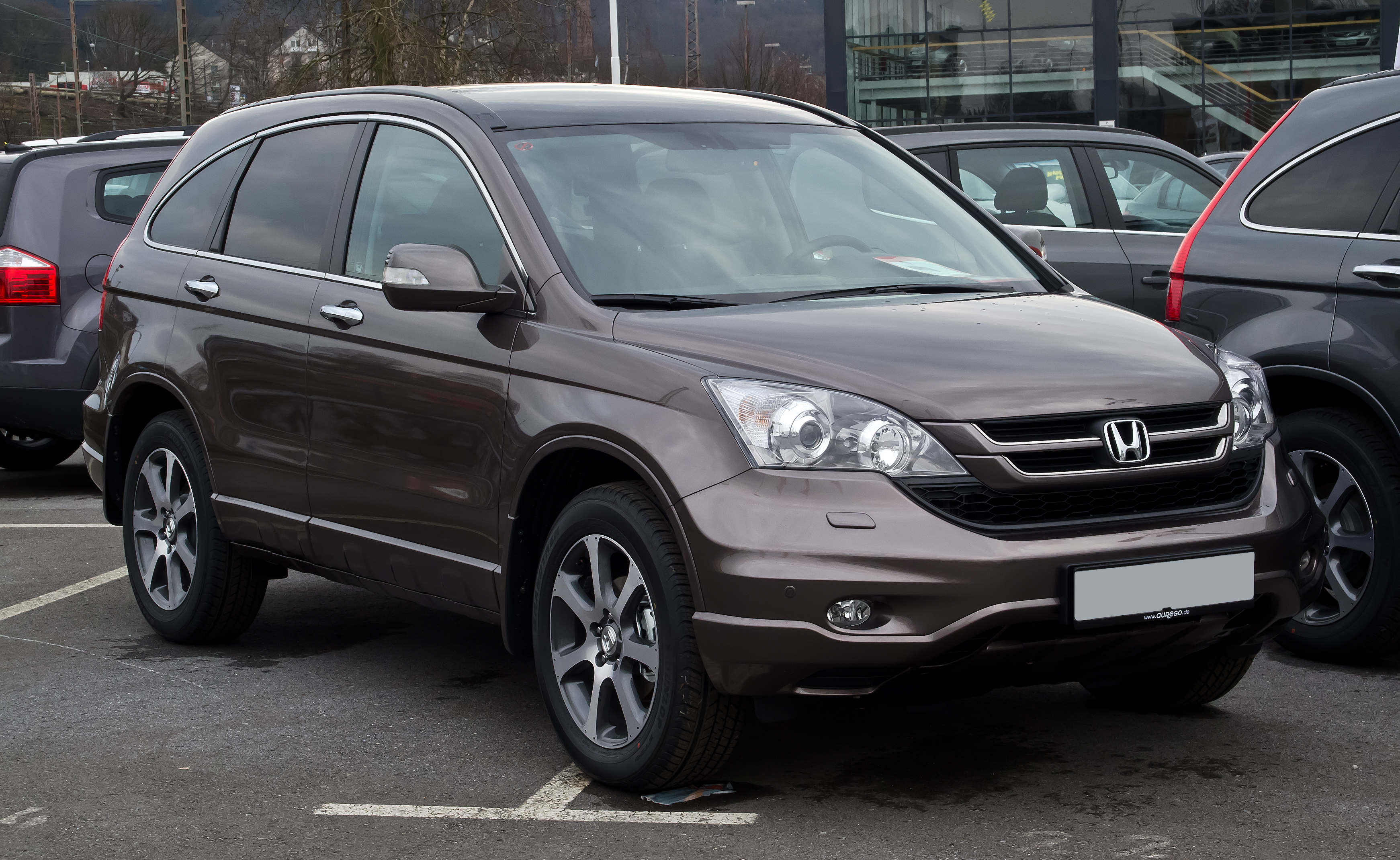
後期型フロント
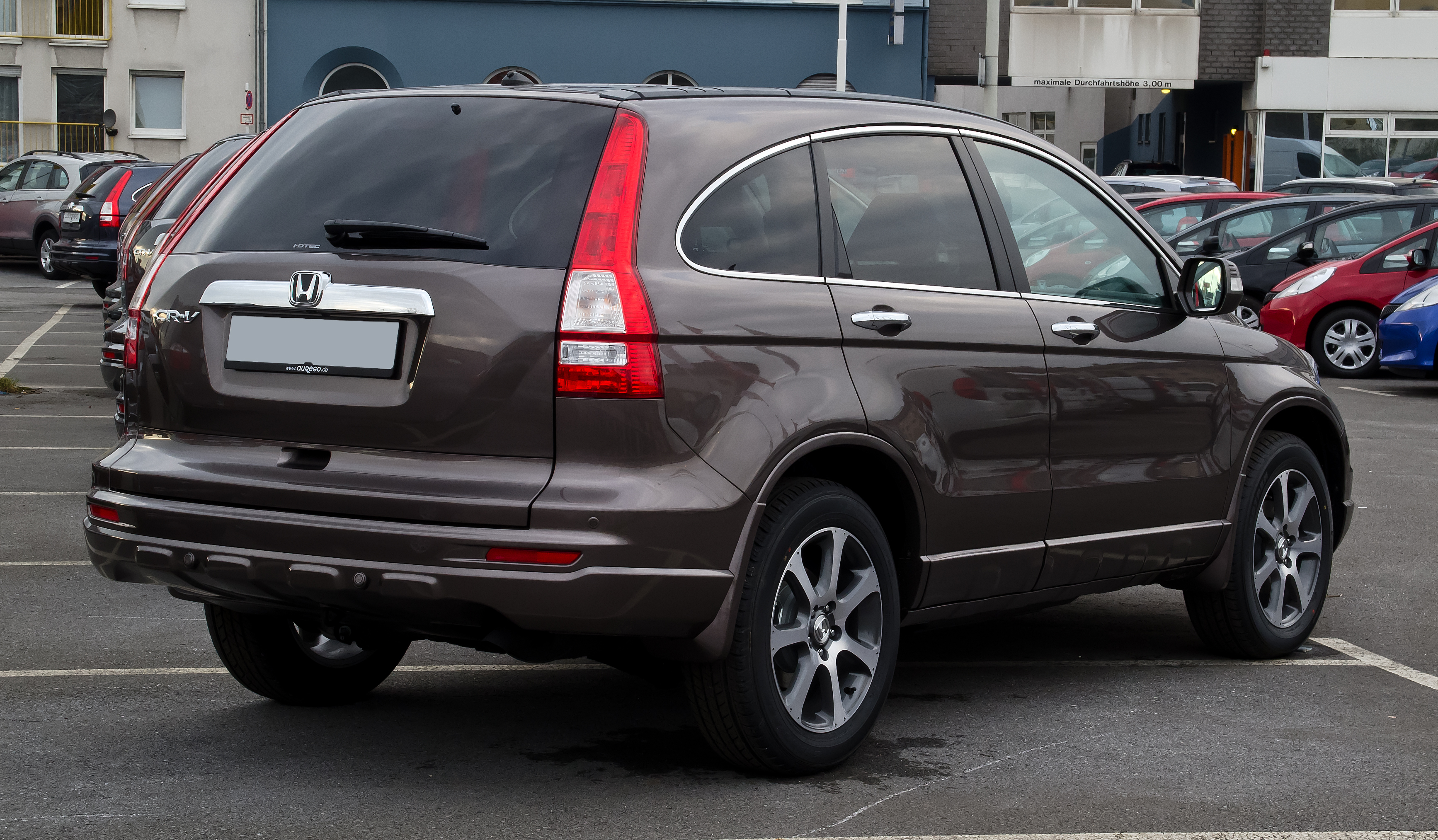
後期型リア

## 4代目 RM1/4型（2011年 - 2018年）
2011年11月16日-11月27日に行われるロサンゼルスオートショーにおいて、フルモデルチェンジとなる4代目CR-Vが発表された。
日本国内向けにもティーザーサイトが開設され、2.0Lモデルの追加や新開発4WDシステムの採用が告知された。その後、11月28日にフルモデルチェンジが正式発表された（販売は12月2日）。
外観は、フロントバンパーが空力性能を考慮した形状となり、テールゲートガラスが広い荷室と躍動感を生み出すために曲率を大きくするなど、強さと機能性を表現したもととなった。インテリアは、利便性と快適性をもたらす「センターディスプレイ」を採用するなど、運転に集中していても走行状況が把握しやすく、スムーズな操作を可能としている。3代目に比べ、ボディサイズは若干小さくなっているが、室内長を225mm、荷室容量を65Lそれぞれ拡大し、扱いやすさや使いやすさを向上した。
エンジンは、2代目後期で日本では廃止となっていた2.0L仕様を復活させた。その理由は「お膝元（生産拠点）である日本国内でも売れて欲しい」というメーカー自身の願望からである。低速域から力強いトルク特性と低燃費を両立したR20A型となり、エンジン性能を最大限に引き出すため、CR-Vでは初採用となるトルクコンバーター付CVTが搭載された。3代目と同等の発進・加速性能を発揮するとともに各部の低フリクション化を徹底したため、JC08モードで14.4km/Lの低燃費を実現した。また、2.4L仕様も圧縮比などを高めたことで3代目に比べ出力を20PS（15kW）向上するとともに、2.0L仕様と同じく徹底的に各部の低フリクション化を行ったことで燃費を向上した。なお、燃費向上により2.0L仕様は「平成27年度燃費基準」、2.4L仕様は「平成22年度燃費基準+15%」をそれぞれ達成した。さらに、2.4L仕様には電子制御によって後輪の駆動力を緻密でかつ素早くコントロールして、雪道での発進やコーナリング、登坂における安定性を高めた、新開発の四輪駆動システム「REAL TIME AWD（インテリジェント・コントロール・システム）」を搭載した。この種の電子制御四輪駆動システムは、他社製のSUVやミニバンでは、既に10年以上前から採用されていたものであるが、当該システムの採用により、CR-Vは4代目にして他社製SUVと比較し得るラフロード性能を獲得した。欧州やオセアニア市場向けには、先代同様MT仕様車も設定されている。
荷室については、サイドライニング部のレバーやシートクッションサイド部のストラップを引くだけで、シートクッションが持ち上がると同時にシートバックとヘッドレストが格納され、簡単に荷室を広くすることができるほか、低床・フラット設計により開口部地上高が低くなり、荷物の出し入れもしやすくなっている。グレード体系は「20G」と「24G」の2グレードで、駆動方式は「20G」がFF、「24G」が4WDとなる。
2011年12月20日に韓国市場にて発表・発売開始した。駆動方式は日本国内仕様同様に2WD（FF）と4WDが設定されるが、エンジンは2.4Lのみとなる。
2012年2月22日に中国市場にて発表・発売開始した。
2012年10月11日、一部改良を行った。新たに前席用i-サイドエアバッグシステム（助手席乗員姿勢検知機能付）+サイドカーテンエアバッグシステム（前席/後席対応）を標準装備した。ボディカラーには「オブシダンブルー・パール」を追加した。併せて、本革シート<運転席&助手席シートヒーター付>+運転席8ウェイパワーシート（スライド/リクライニング/ハイト前・後）+運転席ランバーサポートとHonda インターナビ+リンクアップフリー+センターディスプレイ+ETC車載器（ナビゲーション連動）を標準装備した「20G・レザーパッケージ」、「24G・レザーパッケージ」を追加した。
2016年7月31日に日本国内向けはマイナーチェンジを受けることなく、大ヒットとなったヴェゼルに吸収されるかたちでオーダーストップ・生産終了が決定。7月以降は在庫対応のみとなり、8月にHP上から削除された。
このモデルは海外での販売実績において3代目以上の成功を収めており、2012年は約62万台、2013年は約69万台、2014年は約68万台と、発売の翌年に毎年60万台以上が生産された。

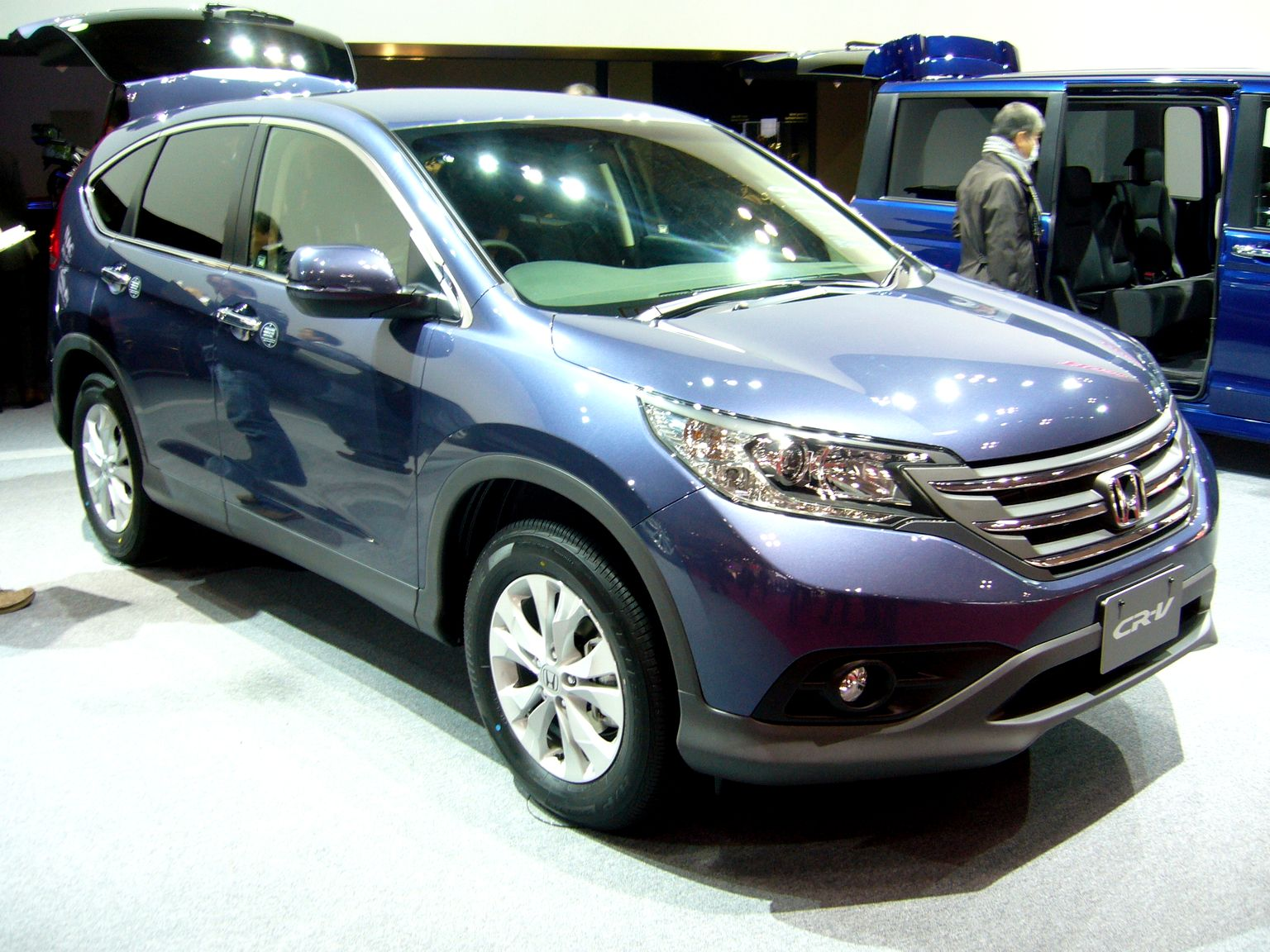
前期型フロント
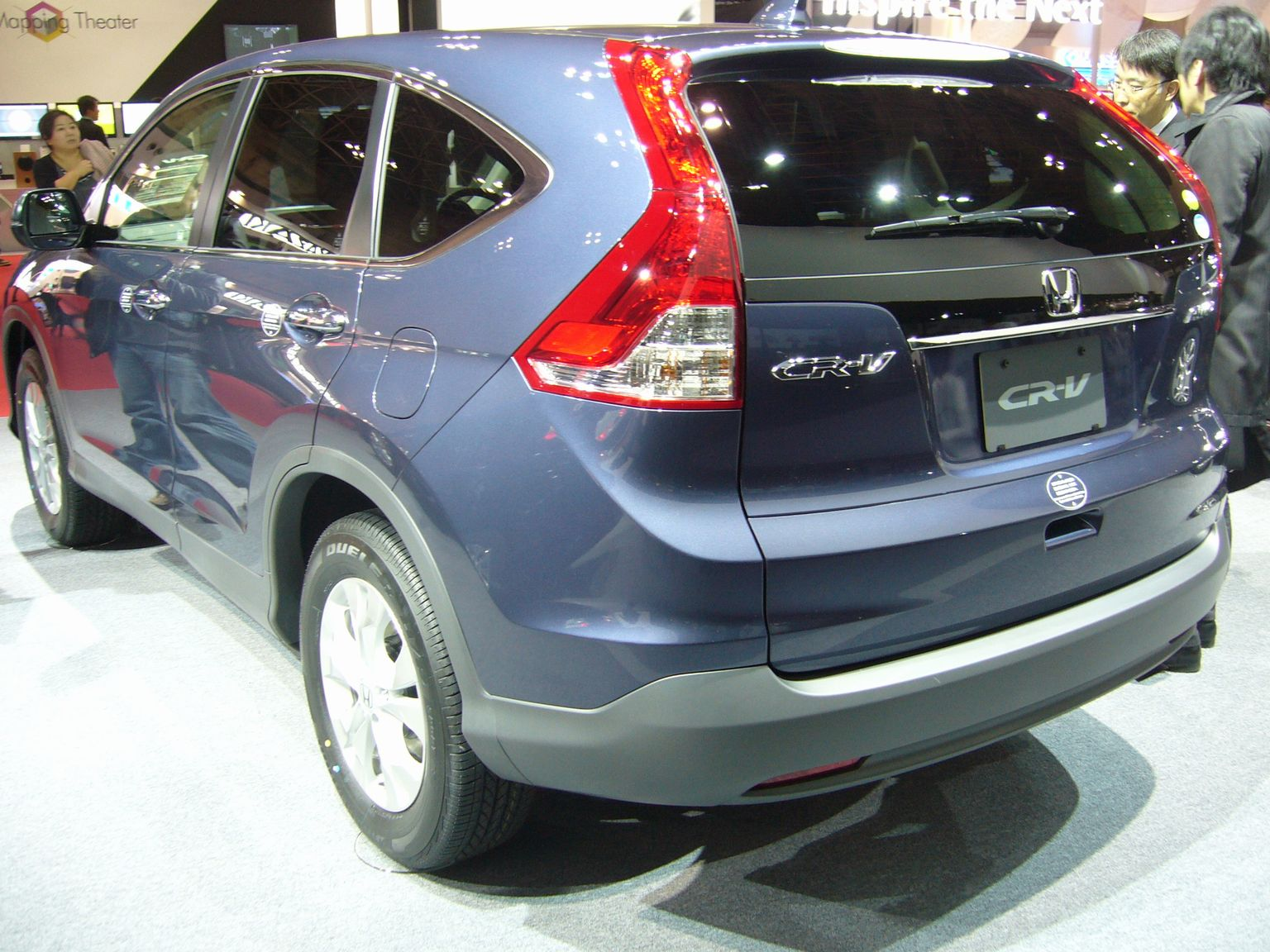
前期型リヤ

### 北米仕様

#### 2015年
2015年モデルではフェイスリフトを受けた。エンジンは最新のアースドリームテクノロジーを採用した2.4Lガソリン直噴となり、185hp/6400rpm、245Nm/3900rpmを発生。5ATに代わり、CVTと組み合わされてパフォーマンスと燃費が向上した。
エクステリアはフロント/リアやミラー、ホイールデザインなどが改良された。インテリアではセンターコンソールが改良され、スライドアームレストが採用された。
ボディも衝突安全性が向上し、全長が1.1インチ延長された。足回りではサスペンションが改良され、エンジンに合わせてサブフレームも変更されている。ステアリングレシオは16.7:1から15.59:1になった。ツーリングモデルではCR-Vで初めてパワーテールゲートが採用された。「ホンダセンシング」ブランドの一部としてCMBSやLKASが北米ホンダとして初設定されている。

### 欧州仕様
欧州仕様では2.2LディーゼルエンジンがAT、MTともにラインナップされている。2013年に1.6Lディーゼルエンジンを追加（2WDのMT仕様のみ）。
2015年モデルではマイナーチェンジが行われ、エクステリアや足回りが改良。ディーゼルエンジンはそれまでの2.2Lに代わり、160PSを発生する1.6Lディーゼルエンジンに換装された。ATモデルでは9速ATを新たに採用し、ディーゼルエンジンにも適用される。インテリアではインフォテインメントシステムとしてOSにAndroid 4.0.4、SoCにNVIDIA Tegra3を採用した「ホンダコネクト」を初搭載した。

## 5代目 RW1/2/RT5/6型（2016年 - 2022年）
5代目は、2016年10月の北米市場での販売を皮切りに、中国・東南アジア・南米・ロシアに随時投入され、2018年には欧州市場向けが5代目にフルモデルチェンジ。世界の主要市場で唯一系譜が途絶えていた日本においては、2018年8月に発表。2年ぶりに日本国内市場への復活を果たした。
5代目は、10代目ホンダ・シビックから採用された新世代プラットフォームへ刷新。シャシーは、フロントにマクファーソン式、リアにマルチリンク式のサスペンションを採用。また、コンプライアンスブッシュを液封タイプとしたほか、デュアルピニオンEPSやVGR（可変ステアリングギアレシオ）により、ハンドリング性能と快適な乗り心地の両立を図っている。さらに、大径ディスクブレーキや電動ブレーキブースター（ガソリン車のみ）を採用し、高い制動力とダイレクトなブレーキフィールを実現している。
パワートレインでは、CR-V初となるハイブリッドシステム「SPORT HYBRID i-MMD」を採用。2.0Lエンジンは新形式の「LFB」型、モーターは「H4」型を搭載する。走行状況などに応じて「EVドライブモード」「ハイブリッドドライブモード」「エンジンドライブモード」の3つのモードをシームレスに切り替え、低燃費と力強い走りを両立の目指した。また、「SPORT HYBRID i-MMD」搭載車では初となる「4WD」を新設定。電子制御で前後輪の駆動力配分を緻密かつ素早く行うリアルタイムAWDを採用している。
ガソリン車は、吸排気デュアルVTCを備えたL15B型を新搭載。専用開発のターボチャージャーにより、2.4L自然吸気エンジンに匹敵するトルクと、高回転まで伸びやかなパワーフィールを獲得した、とホンダ自身は説明している。先代が搭載していた2.4Lエンジン「K24A」型と比較すると、排気量は大きく縮小されたものの、最高出力は全く同数値の140kW（190PS）を発揮し、最大トルクは18N･m（1.9kgf･m）向上している。
パッケージングでは歴代の強みをさらに強化しており、後席の足元スペースを先代に比べ50mm拡張したほか、シートクッションやシートバックの延長によりホールド感を高めるなどで快適性が向上。また、ワンアクションで大空間が出現する後席ダイブダウンにより、荷室長1,830mmのフラットな空間が出現する。
ガソリン車には5人乗り仕様に加え、歴代初となる「7人乗り3列シート仕様」を用意。燃料タンクの扁平化をはじめ、フロアやルーフまわりの設計を徹底的に突き詰めて居住スペースを確保したほか、3列目シートにも内部にスプリングを使用するなどして、3列目シートの乗員の居住性にも配慮している。
予防安全性能では、安全運転支援システム・Honda SENSING（ホンダ センシング）を全車に標準装備。5代目には衝突被害軽減ブレーキ（CMBS・ミリ波レーダー＋単眼カメラ方式）、誤発進抑制機能、歩行者事故低減ステアリング、路外逸脱抑制機能、渋滞追従機能付ACC（アダプティブ・クルーズ・コントロール）、LKAS（車線維持支援システム）、先行車発進お知らせ機能、標識認識機能、オートハイビームの各機能が備わる。
その他の装備面では、日本市場向けホンダ車として初設定となる「ハンズフリーアクセスパワーテールゲート」を採用。またメモリー機能付の「運転席8ウェイパワーシート」をはじめ、ドライバーの腰への負担を軽減する「運転席4ウェイ電動ランバーサポート」や、大開口の「電動パノラミックサンルーフ」などを設定する。
エクステリアデザインでは、先代に対し最低地上高を40mmアップ（ガソリン4WD車）。加えて、ワイドトレッド化と18インチの大径タイヤ、大きく張り出した前後フェンダーによりSUVらしいデザインとしている。また、フロントビューはフルLEDライトを採用し先進性を強調。面全体として光るヘッドライトや、光量が中心に向かってグラデーションになるポジションランプなどを採用している。なお、ボディサイズは先代に対し全長は+70mm、全幅は+35mm、ホイールベースを+40mm拡大。全高はFF車が5mm低くなり、4WD車は5mm高くなった。
インテリアにおいては、立体感を引き出しながら上質に仕立てた本革シートや、光沢と独特の深みある色合いに織り上げた表皮のファブリックシート（「EX」、「HYBRID EX」に標準装備）を採用。またインストルメントパネルやドアライニングなど目や手が触れることの多い箇所には、素材の持つ個性を際立たせた木目調素材やピアノブラックのパーツを採用している。
日本国内の販売実績は、最低車両価格が先代から75万円も引き上げられたこと（2WDの場合）や、車幅が1855mmあり大きすぎるといった理由で一度も月間目標販売台数に達しない状態となった。さらにハイブリッド車の最上級グレードで4WDを選択してオプションを装備すると500万円近くの価格になることも販売不振に拍車をかけたといえる。
その一方で海外での実績は歴代モデルと同様に非常に好調であった。

### 年表
2016年10月14日
北米市場向け新型「CR-V」を発表。
北米向け5代目CR-Vは、先代モデルから継続搭載される2.4L 直噴 DOHC i-VTECエンジンに加え、新たに1.5L 直噴ターボエンジンを搭載。また、先進の安全運転支援システムである「Honda SENSING」を採用する。
北米での生産は、米国オハイオ州イースト・リバティ工場とカナダ・オンタリオ州アリストン工場に加え、今回新たに米国インディアナ州グリーンズバーク工場が加わり、計3拠点となることが発表となった。
2017年7月10日
中国市場向け新型「CR-V」を発表。
ホンダの中国における四輪車生産販売合弁会社である東風本田汽車有限公司にて生産・販売が行われる。中国市場向け新型CR-Vは、1.5L 直噴ターボエンジンを搭載する「SPORT TURBO」と、2モーターハイブリッドシステム「SPORT HYBRID i-MMD」を搭載する「SPORT HYBRID」の2タイプをラインアップする。
2017年9月29日
第45回東京モーターショー2017に「市販予定モデル」として出展することを発表。
日本市場向け5代目の概要を公開。歴代初となる2モーターハイブリッドシステム「SPORT HYBRID i-MMD」を搭載したFF車および4WD車をラインアップするほか、ガソリン車には、新たに3列目シートを設定。安全運転支援システム「Honda SENSING」を標準装備すると発表。
2017年12月22日
「東京オートサロン2018」に5代目をベースとしたコンセプトモデル「CR-V CUSTOM Concept」を出展する、と発表。
2018年6月8日
日本市場向け新型「CR-V」をホームページで先行公開。
2018年8月30日
日本市場向け「5代目」CR-Vを発表。ガソリン車は8月31日発売、ハイブリッド車は11月1日発売。
ラインアップは、1.5Lターボを搭載するガソリン車に「EX」・「EX・Masterpiece」、ハイブリッド車に「HYBRID EX」・「HYBRID EX・Masterpiece」と計4タイプで構成される。駆動方式は全車、FFと4WDを選択できるほか、ガソリン車のみ「2列シート/5人乗り」に加えて「3列シート/7人乗り」が設定される。
「EX・Masterpiece」、「HYBRID EX・Masterpiece」には専用装備として、ハンズフリーアクセスパワーテールゲート（イージークローザー/挟み込み防止機構付）、電動パノラミックサンルーフ、本革シート＆専用インテリア、助手席4ウェイパワーシート（スライド/リクライニング）、ルーフレールが追加される。
ボディカラーは、プラチナホワイト・パール（有料色）、ルナシルバー・メタリック、クリスタルブラック・パール、ルーセブラック・メタリック（有料色）、プレミアムクリスタルレッド・メタリック（有料色）、ミッドナイトブルービーム・メタリック（有料色）の6色を設定。
インテリアカラーは、「EX」、「HYBRID EX」がブラック（ファブリックシート）のみの設定。「EX・Masterpiece」、「HYBRID EX・Masterpiece」は「ブラック」と「ブラウン」の2色を設定するほか、前述の通り「本革シート&専用インテリア」が与えられる。
2020年6月18日
日本仕様車のマイナーモデルチェンジが発表された（6月19日発売）。
新たに最上位仕様となる「BLACK EDITION」を追加。外観は18インチ・ブラッククリア塗装の専用アルミホイールやスモークタイプのLEDリアコンビネーションランプを採用、フロントグリルやガーニッシュ類（フォグライト・ドアロア・テールゲート）をダーククロームメッキ仕上げに、ヘッドライトエクステンションカラーをブラックにそれぞれ変更され、「BLACK EDITION」専用エンブレムを装着。内装では、ドアオーナメントパネルやインナードアハンドルなどをピアノブラック調塗装に、木目調パネルをブラックにそれぞれ変更され、シートには「BLACK EDITION」ロゴ入り専用本革シートを採用、ブラックルーフライニングも装備された。
そのほか、装備面においてシーケンシャルターンシグナルランプ、ステアリングヒーター、リバース連動ドアミラーが全タイプに標準装備されたほか、「EX」系では、ファブリックシートからファブリックとプライムスムース・レザーの2素材を組み合わせたコンビシートに変更。「Masterpiece」系では、ホイールデザインが変更され、後部座席にシートヒーター（「EX・Masterpiece」の7人乗り・3列シート仕様を除く）が標準装備された。
ボディカラーはルナシルバー・メタリック、ルーセブラック・メタリック（有料色）、ミッドナイトブルービーム・メタリック（有料色）と入れ替えで、新色のシーグラスブルー・パール、プレミアムクリスタルブルー・メタリック（有料色）、スーパープラチナグレー・メタリック（有料色）が設定された。
またハイブリッド車は2モーターハイブリッドシステムの名称をグローバルコミュニケーション名称である「e:HEV（イーエイチイーブイ）」に改めたことに伴い、「HYBRID EX」を「e:HEV EX」に、「HYBRID EX・Masterpiece」を「e:HEV EX・Masterpiece」にそれぞれタイプ名称が変更され、左右サイドフェンダーに装着されていた「HYBRID」エンブレムが省かれ、リア右下に装着のエンブレムは「e:HEV」エンブレムへ変更された。
なお、今回のマイナーモデルチェンジでガソリン車がWLTCモードによる燃料消費率及び排出ガスに対応し、「平成30年排出ガス基準75%低減レベル（☆☆☆☆☆）」認定を取得した。
2022年8月
日本国内での生産を終了。以後、在庫分限りの販売となる。
2022年12月
日本国内での販売を終了。ZR-Vが後継車種となる。

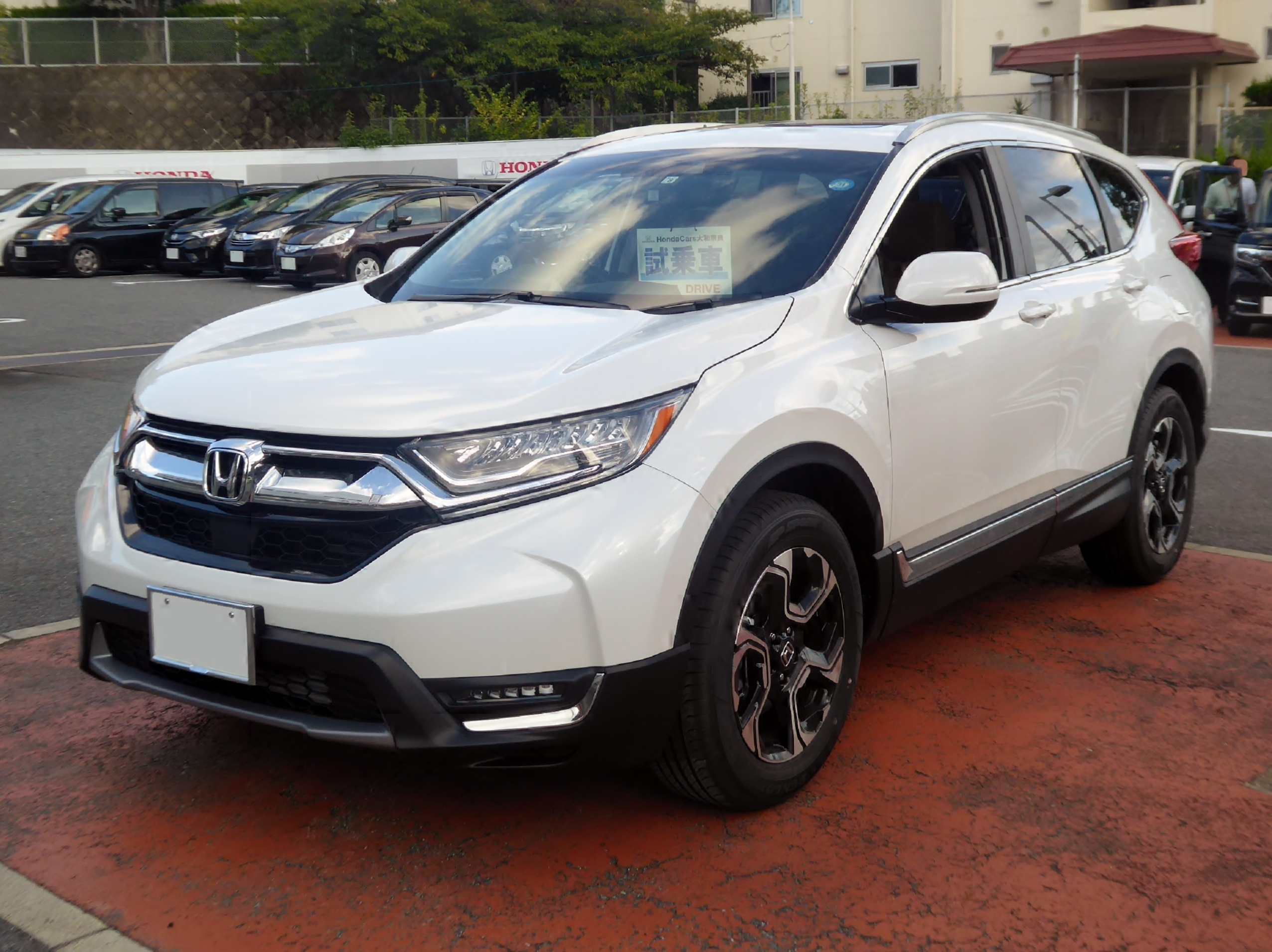
日本仕様 2018年8月販売型 EX・Masterpiece
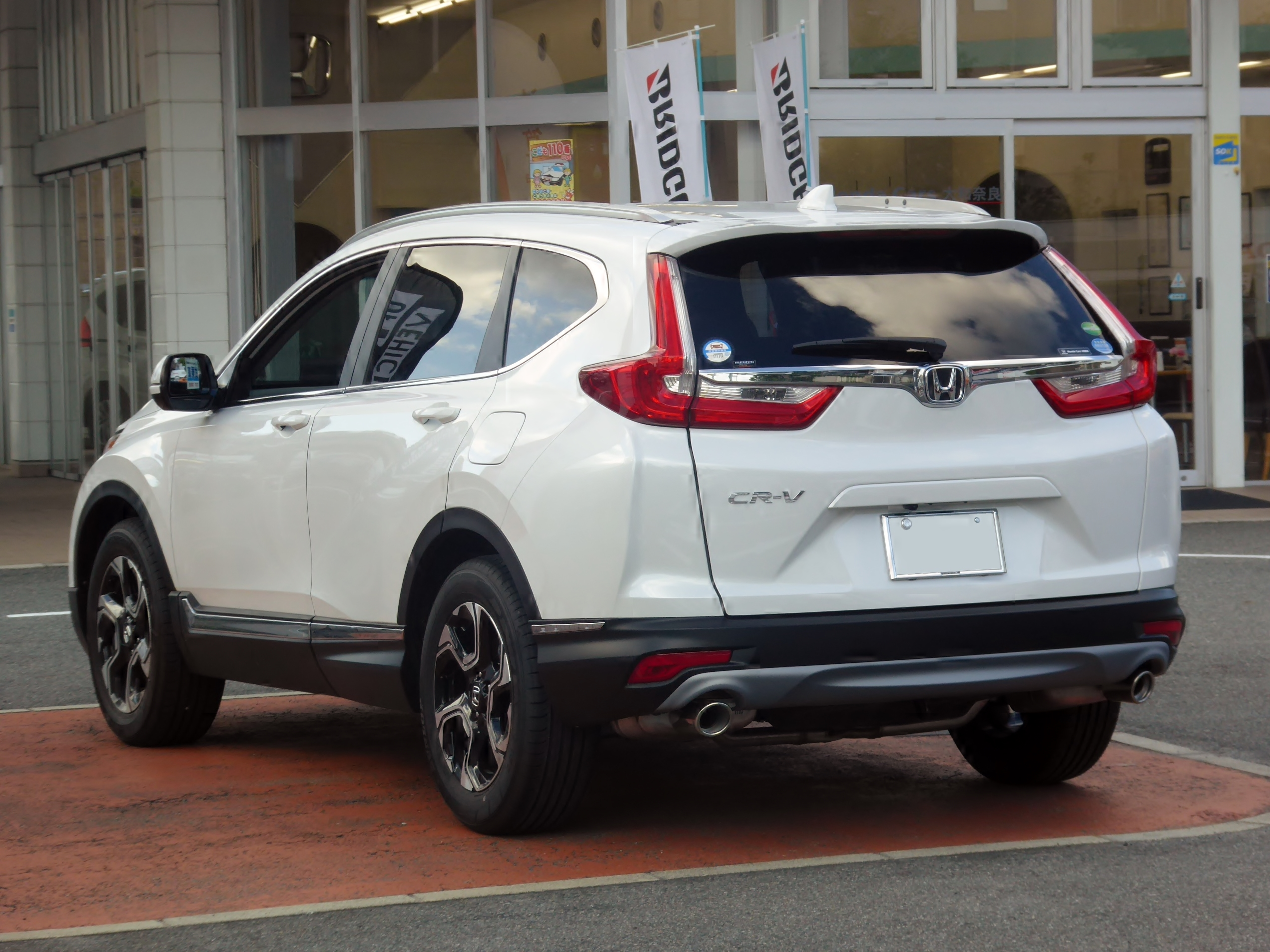
日本仕様 2018年8月販売型 EX・Masterpiece リア

## 6代目 RS3/4/ZC8型（2022年 - ）
グレード構成はベーシックの「EX」、「EX-L」に加え、新世代ハイブリッドシステムを搭載した「Sport（スポーツ）」、「Sport Touring（スポーツツーリング）」が用意される。走行モードは、「ノーマル」、「エコ」に加えて新たに雪道用の「スノー」が追加。スポーツグレードには、「スポーツ」モードが追加されている。
フロントデザインは、シャープなヘッドライトとヘキサゴングリルが特徴。また、バンパー左右にはメッキベゼルや切り込み的な造形が施されている。リアデザインは、先代モデルと同様に、縦に伸びるL字型テールライトになっている。また新たに設定された「スポーツ」と「スポーツツーリング」はフロントグリルがブラックのメッシュタイプに変更され、かつエキゾーストフィニッシャーやロアバンパー、リアスポイラーなどが専用デザインとなる。足まわりは、18インチの10スポーク・アルミホイールが標準装備。また「スポーツ」と「スポーツツーリング」はブラックの専用デザインとなるうえ、後者は19インチに拡大される。
駆動方式は前輪駆動をベースに、オプションで電子制御式4WD（スポーツツーリングは標準）を用意する。
インテリアはシビックなどと同様のデザインで、インパネ上部にはインフォテインメント用モニター（7.0インチないしは9.0インチ）を設置。Apple CarPlayおよびAndroid Autoに対応する。一部グレードには12スピーカーで構成されるBoseプレミアムオーディオシステムも搭載している。フロントシートは、人間工学に基づき開発された「ボディースタビライジングシート」を採用。センターコンソールの小物入れは、クラス最大級の容量である9.0 Lを確保している。また、「スポーツ」と「スポーツツーリング」のインテリアはブラック基調となり、ステアリングホイールやシフトレバーなどにオレンジのステッチが施される。
パワートレインは、「EX」および「EX-L」には190hp/242Nmを発揮する1.5 L 直列4気筒ターボが搭載され、排出ガス性能が向上。高効率な新型ターボチャージャーを搭載しているため、幅広い回転域で高い応答性を発揮する。「スポーツ」、「スポーツツーリング」には、第4世代の2モーターハイブリッドを搭載。より大きなモーターを搭載することでトルク出力も向上している。総合出力は204hp/334Nmにパワーアップしている。
2024年7月には「e:FCEV」の名称で燃料電池自動車（FCV）を追加。ホンダによるFCVはクラリティ フューエル セルの販売終了以来、約2年10ヶ月ぶりの復活となる。日本でもアメリカからの輸入車の扱いで販売されることとなり、FCV専用車種ながら2年7ヶ月ぶりに日本での販売を再開することとなった。「e:FCEV」では、FCスタックシステムを中心としたパワーユニットを一体化してボンネット内に、高圧水素貯蔵タンクシステムを荷室下に、バッテリーを床下にそれぞれ格納。また、日本国内メーカー製のFCVで初となるプラグイン方式のAC充給電機能やDC給電機能（CHAdeMO）が備わり、EVのみの走行や、AC充電口をコネクターを通すことで1,500Wまでの家電製品を、DC給電口から可搬型外部給電機へそれぞれ給電することが可能となっている。

### 年表
- 2022年
  - 5月24日 - 北米市場向け新型CR-Vのデザインを先行公開[29]。
  - 7月12日 - 北米市場向け新型CR-Vの詳細を発表[30]。
  - 9月22日 - 北米市場向け新型CR-Vをカナダ工場で生産および販売開始[31]。
  - 9月28日 - 東風本田汽車が新型CR-Vを発表[32]。
  - 12月1日 - メキシコ市場向け新型CR-Vを発表[33]。
- 2023年
  - 2月3日 - カナダのマザー工場に続いてハイブリッドの生産を米国のオハイオ州イーストリバティ工場で生産開始した[34]。
  - 2月24日 - CR-V e:HEVベースのレーシングカー「CR-V ハイブリッド・レーサー・プロジェクト」のティザーを公開[35]。
  - 2月28日 -「CR-V ハイブリッド・レーサー」を発表[36][37]。
  - 3月10日 - 東風本田汽車がプラグインハイブリッドモデル「CR-V e:PHEV」を発表[38]。
  - 3月20日 - タイのバンコクモーターショーで新型「CR-V」を発表[39]。
  - 5月12日 - ホンダの欧州部門が欧州向けモデル初となるプラグインハイブリッド車（e:PHEV）を設定すると発表[40]。
  - 6月14日 - 米国市場で2024年モデルを発売。ハイブリッド車に新グレード「スポーツL」が追加された。2WDと4WDが選択できる[41]。
  - 11月30日 - 同車をベースとしたFCVの生産をアメリカのオハイオ州メアリズビルのパフォーマンス・マニュファクチュアリング・センター（以下、PMC）で2024年から生産を開始することを発表[42]。
- 2024年
  - 2月28日 - 前述のFCVを「CR-V e:FCEV」として「H2＆FC EXPO［春］2024～第21回［国際］水素・燃料電池展［春］～」で世界初公開。日本でもPMCからの輸入車として夏に発売されることがアナウンスされた[43]。
  - 7月18日 - 「CR-V e:FCEV」を日本で公式発表（翌7月19日発売）[44]。リース形式の販売となり、自治体・企業・個人問わず販売される。ボディカラーは5代目から踏襲されるホワイト系のプラチナホワイト・パールとグレー系のメテオロイドグレー・メタリックの2色が設定される。

## 車名の由来
- Comfortable Runabout Vehicle（コンフォータブル・ランアバウト・ビークル） の頭文字。初代モデルの背面スペアタイヤカバー（オプション品）に記載があった。